# Garagesalg
Garagesalg er normalt et privat salg, der foregår fra en garage eller have (typisk forhave), hvor organisatoren sælger ud af private genstande, som ikke længere bruges. Et garagesalg vil som udgangspunkt ikke være momspligtigt i Danmark.
Et garagesalg adskiller sig fra et loppemarked ved at det typisk kun er én husstand, der afholdes, hvor et loppemarked er en række sælgere, der opstiller deres boder et sted, eller en organisation der har indsamlet genstande, hvorfra overskuddet fra salget går til enten organisationen selv eller velgørenhed.
Typiske genstande der bliver solgt ved garagesalg er bl.a. tøj, legetøj, værktøj, bøger, haveredskaber og køkkenudstyr. Standen på varerne kan variere fra helt nye genstande, der aldrig er taget i brug og som stadig er i indpakning til meget brugte genstande. Ved et garagesalg vil varer normalt blive solgt som beset, hvilket betyder at det kan være vanskeligt at få sine penge tilbage ved defekter eller mangler.